# Come Back to Me (bài hát của Janet Jackson)
"Come Back to Me" là một bài hát của ca sĩ người Mỹ Janet Jackson, nằm trong album phòng thu thứ tư của cô, Janet Jackson's Rhythm Nation 1814 (1989). Nó được sáng tác bởi Jackson, trong khi bộ đôi Jimmy Jam & Terry Lewis đồng sáng tác và sản xuất. Đây là một bản R&B ballad nói về việc một người cố gắng khơi gợi lại trong lòng người yêu những kỉ niệm lãng mạn nay đã phai nhạt dần. Nó được phát hành như là đĩa đơn thứ 5 trích từ album vào ngày 18 tháng 6 năm 1990. Jackson cũng thu âm một phiên bản tiếng Tây Ban Nha của ca khúc mang tên "Vuelve a Mí".
Bài hát nhận những phản ứng tích cực từ các nhà phê bình âm nhạc, những người họ đánh giá cao giọng hát ngọt ngào của Jackson cũng như việc sử dụng các nhạc cụ trong bài hát; nó cũng được xem là một bản ballad sexy và mềm mại. Đây là một thành công về mặt thương mại trên các bảng xếp hạng, đạt vị trí thứ 2 trên Billboard Hot 100 và top 3 tại Canada. Vidoe ca nhạc của "Come Back to Me" do Dominic Sena làm đạo diễn và ghi hình ở Paris, trong đó Jackson có nhiều cảnh tình tứ với bạn trai cũ René Elizondo, Jr.. Jackson đã biểu diễn nó trong tất cả các chuyến lưu diễn của mình, ngoại trừ The Velvet Rope Tour (1998).

## Danh sách các phiên bản chính thức
- Bản album – 5:33
- Không lời – 5:17
- 7" I'm Beggin' You Mix – 4:47
- 12" I'm Beggin' You Mix/Design Of A Decade 1986/Bản 1996 – 5:34
- The Abandoned Heart Mix – 5:18
- "Vuelve a mí" – 5:13
- "Vuelve a mí" (tiếng Tây Ban Nha) – 5:21

## Danh sách bài hát
Đĩa 12" đôi quảng cáo tại Vương quốc Anh (USAT 681)
1. "Alright" (12" House Mix) – 7:07
2. "Alright" (Hip House Dub) – 6:40
3. "Alright" (a cappella) – 3:26
4. "Alright" (12" R&B Mix) – 7:17
5. "Alright" (House Dub) – 5:58
6. "Alright" (7" House Mix With Rap) – 5:35
7. "Alright" (7" House Mix) – 4:21
8. "Alright" (R&B Mix) – 4:34
9. I'm Beggin' You Mix – 5:33
10. The Abandoned Heart Mix – 5:19
11. LP không lời – 5:15

Đĩa 12" tại Vương quốc Anh (USAF681)
1. The Abandoned Heart Mix – 5:19
2. "Alright" (12" R&B Mix) – 7:17
3. "Alright" (House Dub) – 5:58

Đĩa CD tại Vương quốc Anh  (USACD681)
1. 7" I'm Beggin' You Mix – 4:46
2. "Alright" (7" R&B Mix) – 4:34
3. "Alright" (7" House Mix With Rap) – 5:35

Đĩa 12" tại Mỹ (SP-12345)
1. 7" I'm Beggin' You Mix – 4:46
2. I'm Beggin' You Mix – 5:33
3. LP không lời – 5:15
4. "The Skin Game, Phần I" – 6:43
5. "The Skin Game, Phần II" – 6:37

Đĩa CD 3" tại Nhật (PCDY-10015)
1. 7" I'm Beggin' You Mix – 4:46
2. "Vuelve a Mi" – 5:15

Đĩa CD maxi tại Nhật (PCCY-10131)
1. 7" I'm Beggin' You Mix – 4:46
2. I'm Beggin' You Mix – 5:33
3. "Vuelve a Mi" – 5:15
4. The Abandoned Heart Mix – 5:19
5. Bản LP – 5:35
6. LP không lời – 5:15
7. "Vuelve a Mi" (Spanish) – 5:21
8. "The Skin Game, Phần I" – 6:43
9. "The Skin Game, Phần II" – 6:37

## Xếp hạng
| Bảng xếp hạng (1990/1991)              | Vị trí cao nhất |
| -------------------------------------- | --------------- |
| Australian Singles Chart               | 79              |
| Canadian Singles Chart                 | 3               |
| Irish Singles Chart                    | 21              |
| UK Singles Chart                       | 20              |
| U.S. Billboard Hot 100                 | 2               |
| U.S. Billboard Hot R&B/Hip-Hop Songs   | 2               |
| U.S. Billboard Adult Contemporary      | 1               |
| U.S. Billboard Hot Dance Singles Sales | 17              |

| Bảng xếp hạng (1990)   | Vị trí |
| ---------------------- | ------ |
| Canadian Singles Chart | 34     |
| U.S. Billboard Hot 100 | 49     |